# Heinrich von Melk
Heinrich von Melk war ein mittelalterlicher Autor.

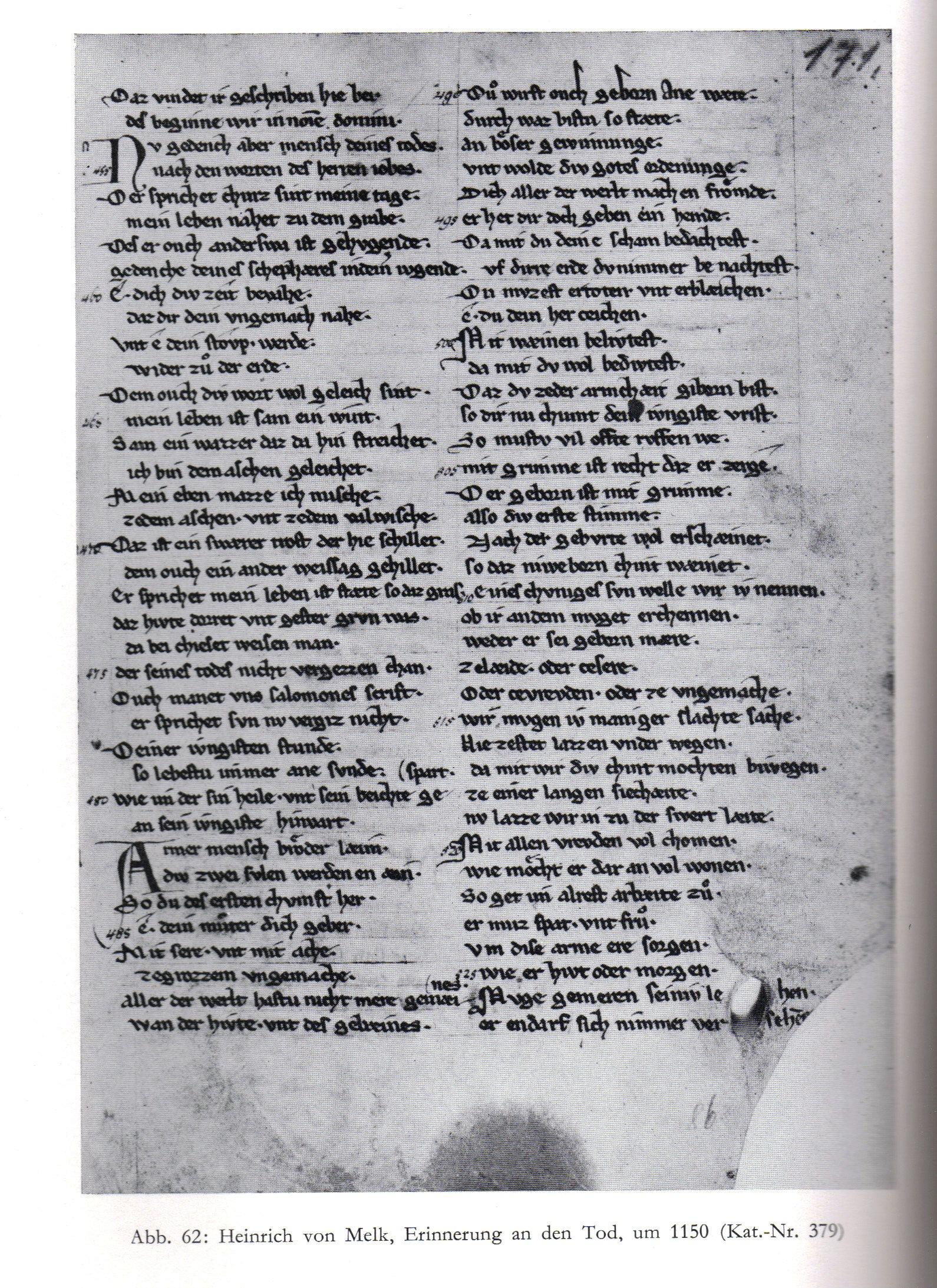
Mitte (v. 453 ff.) des Todesgedenkens im Cod. 2696 der ÖNB Wien

## Zur Person
Der Autor von „Von des tôdes gehugede“ nennt sich Heinrich und bezeichnet sich als armen kneht („Diener“) Gottes und nennt seinen Abt Erkenfried. Obwohl es im 12. Jahrhundert viele Heinriche und mehr als einen Abt Erkenfried gab, ist Erchenfried von Melk mit einer Amtszeit von 1122 bis 1163 der wahrscheinlichste Kandidat (darum der Zusatz von Melk auch für Heinrich). Ebenfalls denkbar wäre auch noch Abt Erchenfridus von Altenburg, der von 1182 bis 1188 amtierte und 1196 starb. Heinrich selbst gilt daher als ein Kleriker oder Mönch oder Laienbruder ritterlicher Herkunft, der Mitte des 12. Jahrhunderts vermutlich in Niederösterreich lebte.

## Werk und Lehren
Dem Heinrich von Melk werden zwei frühmittelhochdeutsche Reimdichtungen zugeschrieben, die beide nur in einer einzigen Handschrift überliefert wurden, dem Codex Vindobonensis 2696, welcher um 1300 abgeschrieben wurde.
- „Von des tôdes gehugede“ (wörtlich: „Vom Denken an den Tod“; ein Versuch, das lateinische Memento mori zu übersetzen; abgeleitet von mittelhochdeutsch gehügede,[1] „Gedächtnis“) gehört der memento-mori-Dichtung an.
- Der Sittenspiegel Vom Priesterleben gilt als bedeutendes kulturhistorisches Dokument. Es ist an sich anonym und weist stilistische Unterschiede zu dem ersten Text auf, hat aber thematische Ähnlichkeiten.

Heinrichs satirisch gefärbtes Werk „Von des tôdes gehugede“ stellt einen Höhepunkt des asketischen Schrifttums seiner Zeit dar und greift in farbiger, machtvoller Sprache die Superbia als Quelle aller Sünden an: Die Vergänglichkeit des Lebens wird einer verwitweten Adelsdame an der Bahre ihres ritterlichen Gemahls vorgeführt, danach einem Sohn am Grab des Vaters auch dessen Nichtigkeit bewiesen.
Die an die Witwe gerichteten Verse 610ff. von „Von des tôdes gehugede“ werden als früheste Erwähnung des ritterlichen Minnesangs betrachtet, in welcher der Verfasser eine Gefahr sah:
nû sich, in wie getâner heite
diu zunge lige in sînem munde,
dâ mit er diu troutliet kunde
behagenlîchen singen
Übersetzung: „Nun sieh, auf welche Weise die Zunge in seinem Munde liegt, mit der er die Liebeslieder behaglich singen konnte“.
Da über diese Liebeslieder sonst nichts gesagt wird, als dass sie ins ewige Verderben führen können, kann kein bestimmter Minnesänger dadurch datiert werden; insbesondere nicht der Kürenberger. Es kann anonyme, volkstümliche Lyrik gemeint sein.

## Ausgaben
- Heinrich von Melk: Von des todes gehugde – Mahnrede über den Tod. Mittelhochdeutsch, neuhochdeutsch, Übersetzt, kommentiert und mit einer Einführung in das Werk hrsg. von Thomas Bein, (= Reclams Universal-Bibliothek; Band 8907), Stuttgart 1994, ISBN 3-15-008907-7.